# Samantha Cristoforetti
Samantha Cristoforetti (Milão, 26 de abril de 1977) é a primeira astronauta italiana e integrante do corpo de astronautas da Agência Espacial Europeia (ESA) e da Agenzia Spaziale Italiana (ASI).

## Biografia
Cristoforetti estudou em Bolzano e Trento, graduando-se posteriormente em engenharia mecânica pela Universidade Técnica de Munique, na Alemanha. Posteriormente, estudou também na École nationale supérieure de l'aéronautique et de l'espace, em Toulouse, na França e na Universidade de Química e Tecnologia Mendeleev, na Rússia. Graduou-se ainda em ciências aeronáuticas pela Universidade Federico II, em Nápoles, na Itália. Ingressando na Academia da Força Aérea Italiana em Pozzuoli, ela foi a primeira mulher a chegar ao posto de capitã da aviação militar e de piloto de caça na Itália. Possui 500 horas de voo em seis tipos diferentes de aviões militares: SF-260 Marchetti, T-37, T-38, Aermacchi MB-339 A, B e D, e AMX.
Foi selecionada como astronauta em 20 de maio de 2009 e completou o treino básico em novembro de 2010, tornando-se membro da terceira turma de astronautas da ESA.
Foi ao espaço em 23 de novembro de 2014, como engenheira de voo da Soyuz TMA-15M, lançada do Cosmódromo de Baikonur, para uma missão de longa duração na ISS, integrando as expedições 42 e 43. Retornou na mesma nave em 11 de junho de 2015, depois de cumprir 199 dias em órbita na estação espacial.
Poliglota, fluente em cinco línguas incluindo russo e alemão, Samantha foi a primeira pessoa a fazer um café expresso no espaço. É a recordista em dias consecutivos passados em órbita, entre todos os astronautas da ESA, homens e mulheres, e a mulher com mais dias consecutivos no espaço, à frente da norte-americana Sunita Williams.
Em setembro de 2015 foi nomeada como Embaixadora da Boa Vontade da Unicef em cerimônia realizada pela Aeronautica Militare italiana.